# Hyper l'hippo
Hyper l'hippo est un album de bande dessinée pour la jeunesse.
- Scénario : Jean-David Morvan
- Dessins et couleurs : Nicolas Nemiri

- Prix du jeune public de la Ligue de l'enseignement.

## Publication

### Éditeurs
- Delcourt (Collection Jeunesse) (2005) (ISBN 2-84789-870-0)